# Доу, Уильям
Уильям «Билли» Доу (англ. William "Billy" Dawe, 8 июня 1924, Кокран, Канада — 20 мая 2013, Эдмонтон, Канада) — канадский хоккеист, чемпион Олимпийских игр в Осло (1952).

## Карьера
Выступал за клуб Edmonton Mercurys. В 1950 г. в составе национальной сборной выиграл чемпионат мира в Лондоне. На зимних Олимпийских играх в Ослов (1952) был капитаном сборной Канады, завоевавшей золотую медаль: в восьми играх провел 6 шайб и сделал 6 результативных передач.
После Олимпиады он завершил свою спортивную карьеру и работал в автосалоне Edmonton Waterloo Mercury (компания являлся спонсором Edmonton Mercurys). Позже вместе со своим партнером по сборной Алланом Первисом он стал её менеджером и акционером.
В 1968 г. был введен Зал спортивной славы провинции Альберта, в 2002 г. — в канадский Зал олимпийской славы Канады. В 2002 г. вместе с рядом других остававшихся на тот момент в живых «золотых олимпийцев» Осло был приглашен на празднование победы Канады на олимпийском хоккейном турнире, которая случилась только через 50 лет.